# 隅谷三喜男
隅谷 三喜男（すみや みきお、1916年（大正5年）8月26日 - 2003年（平成15年）2月22日）は、日本の経済学者。専門は労働経済学。東京大学名誉教授、北京大学名誉教授、遼寧大学名誉教授、東北師範大学名誉教授、中国社会科学院名誉高級研究員。1961年、東京大学経済学博士。博士論文は「日本賃労働史論」。1982年日本学士院会員。2001年キリスト教功労者。

## 生涯
東京府東京市麻布区麻布谷町（現在の東京都港区六本木）生まれ。東京府立第一中学校（現在の東京都立日比谷高等学校）卒業。同中学4年時に洗礼。1934年第一高等学校文科甲類入学。同高在学中には寮総代会議長等を務めた。1937年東京帝国大学経済学部入学。1940年治安維持法違反容疑で3ヶ月間の拘留を受ける。1941年東京帝大卒業。
大学卒業後は、社会の底辺で働きたいという希望から満州の昭和製鋼所に勤務。ここで五味川純平と出会い、満州労働問題の研究に従事することになる。敗戦後の1946年に帰国し、東大大河内一男門下で労働問題の理論的、実証的研究に努め、戦後の労働経済学に道をひらいた。
1947年東京大学経済学部講師、1948年同助教授、1955年同教授。この間ウィスコンシン大学客員教授等を歴任。東大紛争直後の1969年から1972年まで東京大総長特別補佐。1977年東京大を定年退官。その後は信州大学教授、東京女子大学学長、日本労働協会会長、雇用審議会委員、国鉄再建監理委員会委員、社会保障制度審議会会長、通商産業政策史編纂委員会委員長、ラスキン文庫会長等を歴任。
世界平和アピール七人委員会メンバー。
成田空港問題の解決のために成田空港問題シンポジウムを主催した隅谷調査団の団長としても知られる。
2003年2月22日、東京都新宿区の病院で死去。86歳没。

## 人物
敬虔なクリスチャンとしても知られ、1978年から日本キリスト教海外医療協力会会長を務めた。
1992年8月に成田空港の騒音区域から移転した農家が時限式発火装置で放火された事件について、「ゲリラ事件だと思うが、犯行声明も出さないのは運動家の風上にも置けない卑劣な行動だ」と批判し、自宅に金属弾を打ち込まれている。
和田春樹とともに「新しい歴史教科書をつくる会」による中学歴史教科書を批判している。

## 著作

### 単著
- 『隅谷三喜男著作集』第1巻-第9巻、岩波書店、2003年。
- 『私のキリスト教入門―信徒信条による』日本YMCA同盟出版部、1983年
- 『賀川豊彦』岩波書店、1995年。ISBN 4002602451
- 『日本の信徒の「神学」』日本キリスト教団出版局、2004年
- 『アジアの問いかけと日本―あなたはどこにいるか』聖学院大学出版会、1994年
- 『激動の時代を生きて―一社会科学者の回想』岩波書店、2000年
- 『大学で何を学ぶか』岩波書店、1981年

### 共著
- 『日本の境位を探る』隅谷三喜男・佐々木毅・林健太郎・中谷巌・吉本隆明著 日本有権者連盟編、四谷ラウンド、1995年
- 『従属国からの脱却―日米安保条約を日米平和友好条約に』隅谷三喜男・大槻勲子・伊藤茂・加藤毅著 「21世紀日本の進路」研究会、編露満堂、2002年
- 『日本資本主義と労働問題』隅谷三喜男・小林謙一・兵頭釗著　東京大学出版会、1967年

### 編著
- 『近代日本総合年表』岩波書店 初版～4版

## 論文
- 国立情報学研究所収録論文 国立情報学研究所